# Две тысячи времён года
Две тысячи времён года (англ. Two Thousand Seasons) — роман ганского писателя Айи Квеи Армы. Роман был впервые опубликован в 1973 году и впоследствии публиковался несколько раз, в том числе во влиятельной серии Heinemann African Writers Series. Это эпический исторический роман, в котором делается попытка изобразить последние «две тысячи времён» африканской истории в одной повествовательной арке в соответствии с панафриканским подходом.

## Темы
Роман фокусируется на соучастии африканцев в порабощении своего народа злоумышленниками, сначала представленными арабами, затем белыми европейцами. При этом в романе подчёркивается продолжающееся соучастие африканских лидеров в дальнейшем угнетении других африканских народов. Для Армы вмешательство внешних культур нарушает прошлую «африканскую идеальную […] эгалитарную философию», которая может помочь в восстановлении того, что критик Шиньере Нвахунанья называет «потерянным африканским Эдемом».

## Реакция критики
Критика романа неоднозначна. Чинуа Ачебе в интервью 1987 года охарактеризовал «Две тысячи времён года» как «неприемлемые с точки зрения фактов и искусства. Работа громоздкая, тяжёлая и деревянная, почти смущающая своей тяжестью».
Рецензирующий сайт Complete Review дал роману оценку B+, отметив, что это «часто сильное, но в конечном итоге слишком упрощённое изображение Африки — прошлой и будущей». В обзоре основное внимание уделяется чрезмерному упрощению Армой «фактической печальной истории» африканского континента.
Глория Стайнем в статье 2016 года для T: The New York Times Style Magazine выбрала «Две тысячи времён года» в качестве одной из 10 своих любимых книг и сказала об Айи Квей Арме: «Он не только переопределяет историю, но и то, как история рассказывается».